# Edward Young
Pour les articles homonymes, voir Young et Edward Young (homonymie).
Edward Young, né le juin 1681 à Upham, Hampshire et mort le 5 avril 1765 à Welwyn, est un poète romantique anglais.
Son âme tourmentée laissa à la postérité une œuvre personnelle et profonde, son poème en vers blanc Plaintes ou Pensées nocturnes sur la vie, la mort et l’immortalité (1742-1745), connu sous le nom de Nuits, qui inaugura d'un genre sombre et mélancolique le romantisme anglais.

## Le poète de cour
Les débuts
Fils d’un recteur d’Upham, depuis doyen de Salisbury, il étudia au collège de Winchester, et avant même de quitter All Souls College à Oxford en 1719, il avait déjà commencé une carrière de poète courtisan.
Une « Épître à Lord Lansdoune » (Epistle to ... Lord Lansdoune, 1713) fut suivie d’un « Poème sur le jour du jugement dernier » dédié à la reine Anne (Poem on the Last Day, 1713), puis de The Force of Religion : or Vanquished Love (« la Force de la religion : ou l’amour vaincu », 1714), poème sur l’exécution de Jeanne Grey et de son mari, dédié à la comtesse de Salisbury, et une épître à Joseph Addison, On the late Queen’s Death and His Majesty’s Accession to the Throne (« Sur la mort de la Reine et l’accession de Sa Majesté au trône », 1714), dans lequel il s’empresse de féliciter Guillaume d'Orange, le nouveau roi Guillaume III d'Angleterre.
Il multiplia ensuite et jusqu’à quatre-vingts ans passés les dédicaces et les poésies laudatives, se mettant au service des grands, des ministres, recherchant pensions et emplois, mais toujours avec un médiocre profit. Le registre excessif des dédicaces détonne tellement avec le ton pieux des poèmes que Young lui-même les omit lorsqu'il établit l'édition de ses œuvres.
Premiers honneurs
À part ces productions de circonstance peu importantes, on cite de lui deux tragédies, Busiris, jouée avec beaucoup de succès à Drury Lane en 1719, et La Vengeance, imitée d’Othello (Revenge, 1721), qui passe pour un des meilleurs drames anglais du temps. Cette pièce fut dédiée à Wharton, qu'il avait accompagné à Dublin en 1717, et qui lui promettait deux pensions de 100 livres et une somme de 600 livres en considération de ses frais comme à l’élection parlementaire[réf. nécessaire] de Cirencester. Fort de ces perspectives, Young refusa deux postes à Oxford et renonça à la pension perpétuelle que lui offrait la marquise d’Exeter (en) pour le poste de précepteur de son fils. Lorsque Wharton manqua à ses engagements, Young dut plaider son cas devant le chancelier Hardwicke en 1740, obtint la pension, mais non les 600 livres.
De 1725 et 1728 Young a publié une suite de sept satires morales sur la passion universelle, dans le genre de Pope, et dédiées au duc de Dorset, George Bubb Dodington, Spencer Compton, Elizabeth Germain (en) et Robert Walpole. Publiée sous le titre de Love of Fame, the Universal Passion (« L’Amour de la Renommée, universelle passion », Londres, 1725-1728, 2 part.), cette suite n'est pas indigne de son sujet, et abonde en couplets saisissants et vigoureux ; elle a été qualifiée par Samuel Johnson de « très grande réalisation ». Herbert Croft[réf. nécessaire] a affirmé que cette satire avait rapporté 3 000 livres à Young, lui permettant de compenser les pertes qu’il avait subies dans le krach de 1720.
Dans l'ombre de la gloire
En 1726, Young reçut une pension annuelle de 200 livres de Walpole, mais il continua, jusqu’à la fin de ses jours, à chercher à obtenir une nomination à un poste. Le roi considérait néanmoins sa pension comme une rémunération appropriée. Vivant à une époque où le mécénat était en voie de disparition, Young est remarquable pour sa recherche obstinée de soutien pour sa poésie, ses œuvres théâtrales, et sa carrière ecclésiastique. Il échoua dans chaque sphère, n’obtenant jamais le degré d’appui qu’il estimait que son travail devait lui obtenir, en grande partie en raison de son choix de mécènes dont la fortune était sur le déclin. Cela ne l’empêcha pas d’écrire que « les fausses éloges sont la prostitution de la plume. »

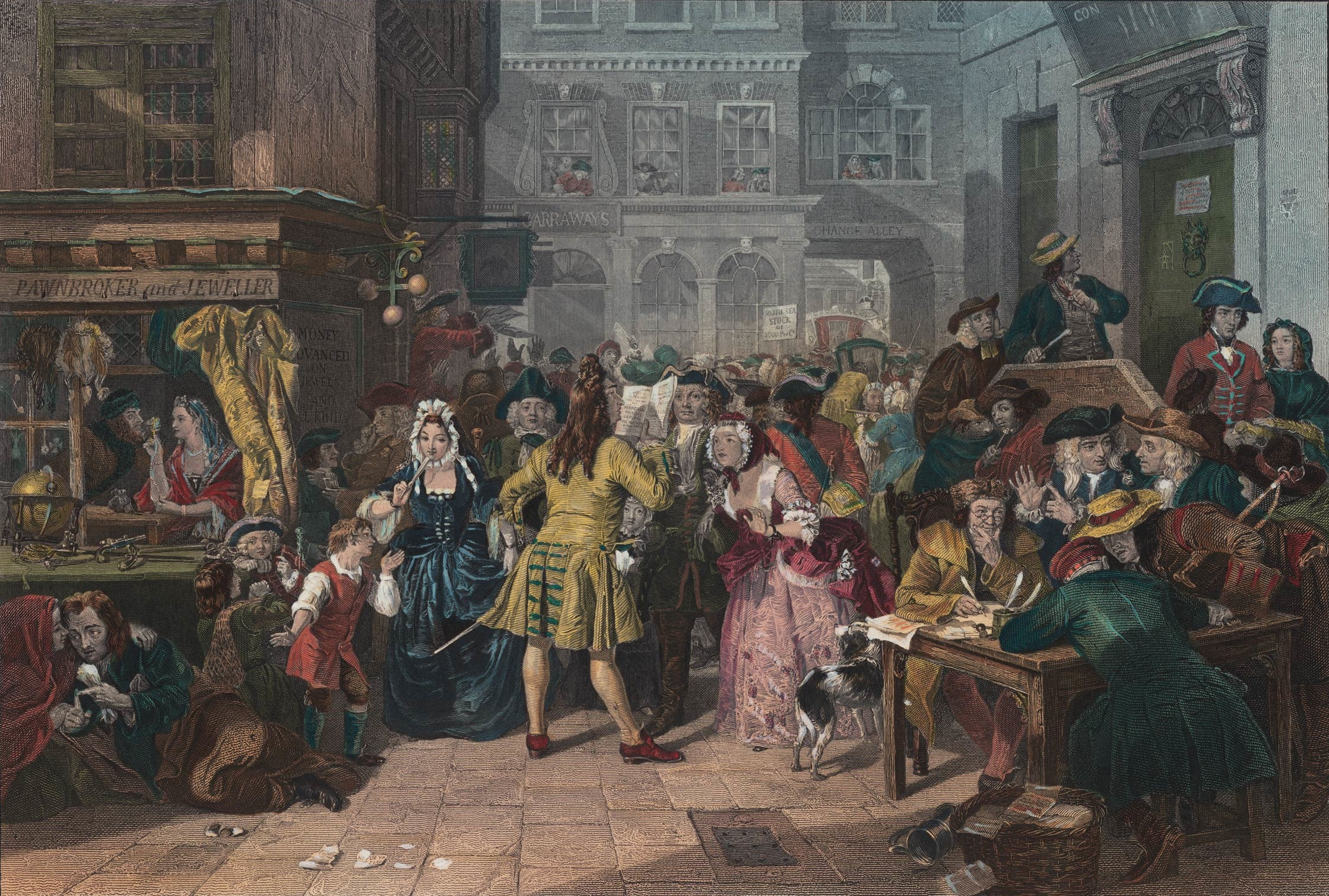
L’Amour de la Renommée permit à Young de compenser ses pertes dans le krach de 1720.

À près de cinquante ans, Young décida d’entrer dans les ordres. On a indiqué que, dans ses jeunes années, Young était loin d’être « l’ornement de la religion et de la moralité qu’il devint par la suite ». Ses amitiés avec le duc de Wharton et Dodington ne firent sûrement rien pour améliorer sa réputation. Pope eut probablement raison de dire qu’« Il possédait beaucoup de génie sublime, mais sans bon sens, de sorte que son génie, sans guide, était perpétuellement exposé à dégénérer dans l’affectation », mais qu’il « possédait un cœur excellent qui lui permit de soutenir, une fois qu’il l’eut assumé, le caractère ecclésiastique d’abord avec décence et ensuite avec honneur. »
En 1728, Young devint aumônier royal et obtint, en 1730 une cure à Welwyn. Marié en 1731, à Elizabeth Lee dont la fille qu’elle avait eue d’un précédent mariage avec Francis Lee, mariée à Henry Temple, mourut à Lyon le 8 octobre 1736 en chemin pour Nice, suivie de son mari et de sa mère en 1740. Comme Elizabeth Temple était de religion protestante, on refusa l’enterrement dans le cimetière catholique et l’inhumation fut autorisée dans le cimetière de la colonie suisse. Ces coups redoublés que la mort frappa autour de lui sont censées être les douleurs domestiques qui ont donné lieu aux Night thoughts (Pensées nocturnes), poème divisé en neuf nuits, publié de 1742 à 1746, souvent réimprimé, et connu en France sous le titre des Nuits. Ces pertes successives jetèrent le poète dans une disposition lugubre qui se traduisit par ce poème religieux, moral, romanesque, où l’on trouve un chrétien qui paraît sincère, un moraliste satirique de l’école de Pope, habile à balancer les antithèses, et un déclamateur sentimental déployant ses chagrins avec une abondance déréglée d’images. L’immortalité de l’âme, la vérité du christianisme, la nécessité d’une vie religieuse et morale, tels sont les thèmes que Young s’efforce de renouveler en y ajoutant des personnages et des incidents de roman, qui représentaient des faits et des êtres réels. Young déclare, dans la préface de cette œuvre, à laquelle sa célébrité est restée attachée, que le sujet du poème était réel. Philandre et Narcisse ont été identifiés plutôt à la légère avec Henry et Elizabeth Temple. On a également suggéré que Philandre représentait Thomas Tickell, un vieil ami de Young mort trois mois après sa femme. Certains ont également voulu voir un lien entre l’infidèle Lorenzo et le fils de Young, mais celui-ci n’avait que huit ans au moment de la parution des Nuits.

## LesNuits

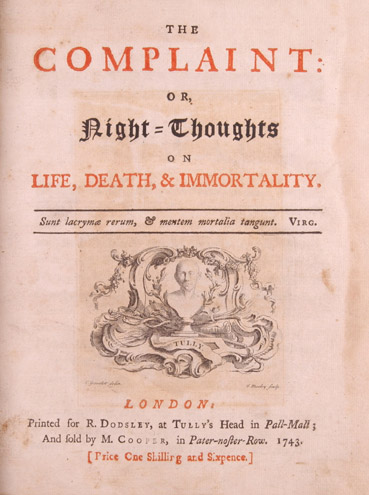
Première édition des Nuits, 1743, Londres.

Publié en 1742, La Plainte, ou pensées nocturnes sur la vie, la mort et l’immortalité, fut suivi d’autres Nuits, la huitième et la neuvième paraissant en 1745. En 1753, sa tragédie The Brothers (les Frères), écrite plusieurs années auparavant et supprimée alors qu’il était sur le point d’entrer dans l’Église, fut produite à Drury Lane. Young a été décrit comme un brillant causeur. Bien que les Nuits soient longues et désorganisées, l’œuvre abonde en passages brillants. Le succès en fut énorme. Il a été traduit en français, allemand, italien, espagnol, portugais, suédois et hongrois. En France, Pierre Le Tourneur traduisit les Nuits en prose plus emphatique et plus lugubre que les vers de l’original. Cette version (1769, 2 vol. in-8°) eut un immense succès et assura, dans ce pays où elle devint un classique de l’école romantique, une réputation supérieure à celle même dont jouissait Young dans son pays. En Allemagne, quelques critiques le préférèrent à John Milton. Elle fut réimprimée une cinquantaine de fois. Pierre Le Tourneur a donné une traduction des Œuvres complètes (Paris, 1796, 6 vol. in-18) de Young.
Les questions touchant à la « sincérité » du poète furent soulevées un siècle après sa mort. La publication des lettres d’adulation de Young et sa recherche des emplois a amené beaucoup de lecteurs à remettre en cause la sincérité du poète. George Eliot a discuté, dans un célèbre essai, son « manque radical de sincérité en tant qu’artiste poétique ». Même s’il est clair que Young n’est pas l’inventeur de la mélancolie et du clair de lune en littérature, il a beaucoup fait pour en répandre le goût.
L’essai de Young, adressé à Samuel Richardson, Conjectures on Original Composition (Conjectures sur la composition originale, 1759), fut populaire et influent en Europe continentale, particulièrement en Allemagne, comme testament préconisant l’originalité sur l’imitation néoclassique. Malgré toutes ses imperfections, son œuvre est restée l’une des principales de la poésie anglaise du XVIIIe siècle.
En dépit de la célébrité que lui apportèrent les Nuits, Young vécut dans une retraite presque ininterrompue. En 1761, il fut nommé commis du cabinet de la princesse douairière de Galles Augusta de Saxe-Gotha. N’ayant jamais surmonté la perte de son épouse, il se brouilla avec son fils qui avait apparemment critiqué l’influence excessive exercée par sa femme de charge, Mrs Hallows. Refusant de voir son fils jusqu’à peu avant sa mort, le vieil homme se réconcilia néanmoins avec lui et lui légua tout ce qu’il possédait.